# Aras Bulut İynemli
Aras Bulut İynemli, né le 25 août 1990 à Istanbul, est un acteur turc. Il a reçu de nombreux prix et est apparu dans de nombreux films et séries télévisées.

## Biographie
Aras Bulut İynemli est diplômé du lycée anatolien de Beşiktaş et étudie l'ingénierie aéronautique à l'Université technique d'Istanbul. Il mesure 1m82 et pèse 75kg. Il a un frère aîné, l'acteur Orçun İynemli et une sœur aînée, animatrice de télévision et chanteuse Yeşim İynemli.Yeşim İynemli. D'autres parents qui sont des acteurs sont Miray Daner (cousine), Cengiz Daner (oncle) et İlhan Daner (frère du grand-père).
Il a été découvert par Zeynep Günay Tan en 2011.En 2011, il joue le rôle de Mete Akarsu dans la série öyle bir geçer zaman ki.
Entre 2013 et 2014, il interprète le rôle de Şehzade Bayezid dans la série Muhteşem Yüzyıl qui bat des records d’audience, et s'exporte dans 86 pays.   
Entre 2016 et 2017, il partage le rôle principal avec Çağatay Ulusoy dans la série télévisée intitulée İçerde qui rencontre un succès en Turquie[réf. nécessaire]. Dans cette série, il interprète les personnages de Mert Karadağ / Umut Yılmaz. 
Depuis 2017, il a le rôle principal dans la série télévisée Çukur où il incarne Yamaç Koçovalı, un membre de la famille qui régit le crime organisé dans l'un des quartiers les plus dangereux d'Istanbul.  
Il revient en 2019 sur le grand écran avec 7. Koğuştaki Mucize, un film dramatique racontant l'histoire d'un père déficient mental Mémo, père d’une fille Ova, accusé à tort et condamné à mort pour avoir noyé la fille d’un commandant. Le film, sorti en salle en Turquie le 11 novembre 2019, est un succès puisqu'il termine l'année en tête du box-office avec plus de 5 millions d'entrées. Son succès international est inattendu. Projeté sur la plateforme Netflix début avril, il crée l’événement en France en période de confinement. Le film est comparé à La Ligne verte, par l'émotion qu'il provoque auprès du public. Le film baptisé « le film turc » en raison de son nom difficile à prononcer, est en fait un remake du film coréen Miracle in Cell No. 7 (2013),,.

## Filmographie

### Séries télévisées
| Année     | Projet                  | Rôle                       | Notes et récompenses |
| --------- | ----------------------- | -------------------------- | -------------------- |
| 2009      | Arka Sokaklar           | Şeref                      | Acteur invité        |
| 2010-2013 | Öyle Bir Geçer Zaman ki | Mete Akarsu                | Second rôle          |
| 2013-2014 | Le Siècle magnifique    | Prince Bayezid             | Second rôle          |
| 2015      | Maral: En Güzel Hikayem | Sarp Altan                 | Rôle principal       |
| 2016-2017 | İçerde                  | Umut Yılmaz / Mert Karadağ | Rôle principal       |
| 2017-2021 | Çukur                   | Yamaç Koçovalı             | Rôle principal       |
| 2019      | Çarpışma                | Yamaç Koçovalı             | Acteur invité        |
| 2024      | Deha                    | Devran                     | Rôle principal       |

### Cinéma
| Année | Projet              | Rôle                  | Notes et récompenses |
| ----- | ------------------- | --------------------- | -------------------- |
| 2013  | Mahmut ile Meryem   | Mahmut                | Rôle principal       |
| 2013  | Tamam mıyız?        | İhsan                 | Rôle principal       |
| 2017  | Martıların Efendisi | Ateş                  | Acteur invité        |
| 2019  | 7. Koğuştaki Mucize | Memo                  | Rôle principal       |
| 2023  | Ataturk             | Mustafa Kemal Atatürk | Rôle principal       |